# Siseme angustior
Siseme angustior är en fjärilsart som beskrevs av Adalbert Seitz 1917. Siseme angustior ingår i släktet Siseme och familjen Riodinidae. Inga underarter finns listade i Catalogue of Life.